# Альбрехт Лемпп

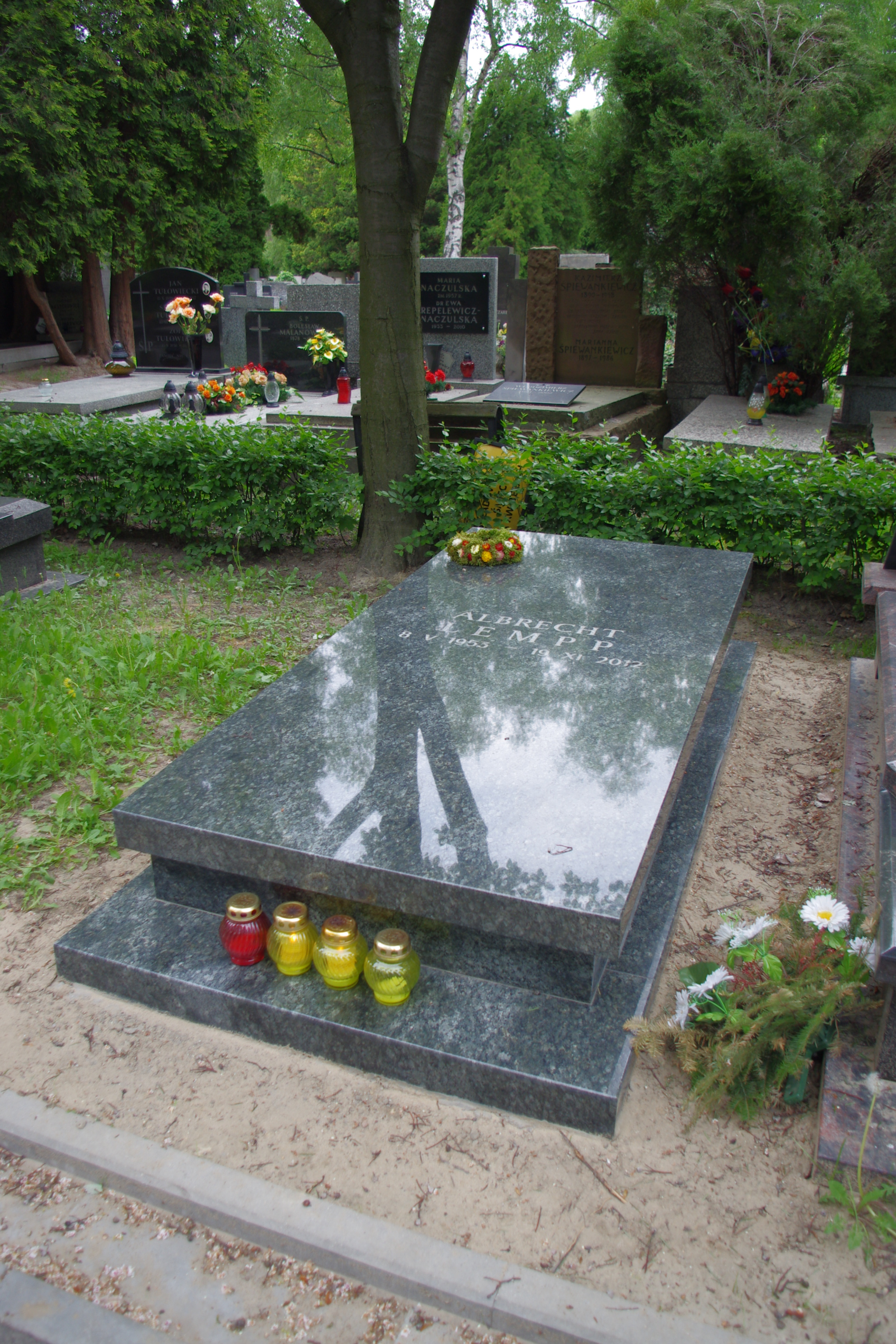
Могила доктора Альбрехта Лемппа (1953—2012) на кладовищі Військові Повонзки у Варшаві

Альбрехт Лемпп (народився 8 травня 1953 року в Штутгарті, помер 19 листопада 2012 року у Варшаві ) — доктор гуманітарних наук, славіст, культурний менеджер та перекладач польської літератури німецькою мовою.
Був членом правління Культурного фонду Haus Europa, членом Асоціації Villa Decjusza. Працював у Deutsches Polen-Institut у Дармштадті, був заступником директора в Інституті Адама Міцкевича. З 2003 року — членом правління та директором Польсько-німецького фонду співробітництва .
У 2000 році на прохання Міністерства культури та національної спадщини, оскільки на той час Альбрехт Лемпп керував літературною групою «Polska2000», він підготував літературну програму польської презентації на Франкфуртському ярмарку книг, під час якої Польща була почесним гостем. Альбрехт представив торговельну марку «авторське право Польщі» на Франкфуртській ярмарці, яка функціонує як книжкова марка в усьому світі. Було також створено регулярно оновлювану базу сучасної польської літератури в Інтернеті для видавців та організаторів літературних фестивалів. Під час роботи над презентацією у Франкфурті також була створена ідея програми перекладу, згідно з якою Польща за державні гроші підтримує витрати на переклад своєї літератури на всі мови . У червні 2007 року Лемпп отримав премію «Трансатлантик» від Інституту книги за внесок у пропаганду польської літератури за кордоном.
Він знепритомнів під час конференції «Більше Європи» у Варшаві, помер вдома від серцевого нападу в оточенні своєї родини. 26 листопада 2012 року його поховали у Варшаві на кладовищі Військові Повонзки. Урна з попелом була покладена до могили на Алеї Заслужених діячів .

## Вибрані переклади
- Януш Гловацький — Останній зріз
- Станіслав Лем — Секрет китайської кімнати
- Марія Нуровська — в тому числі Іспанські очі
- Єжи Пільх — в тому числі Інші задоволення
- Анджей Барт — Flytrap factory